# Klasyfikacja medalowa Zimowych Igrzysk Olimpijskich 1994
     zdobywcy co najmniej jednego złotego medalu
     zdobywcy co najmniej jednego srebrnego medalu
     zdobywcy co najmniej jednego brązowego medalu
     państwa bez medalu
     państwa nieuczestniczące w igrzyskach

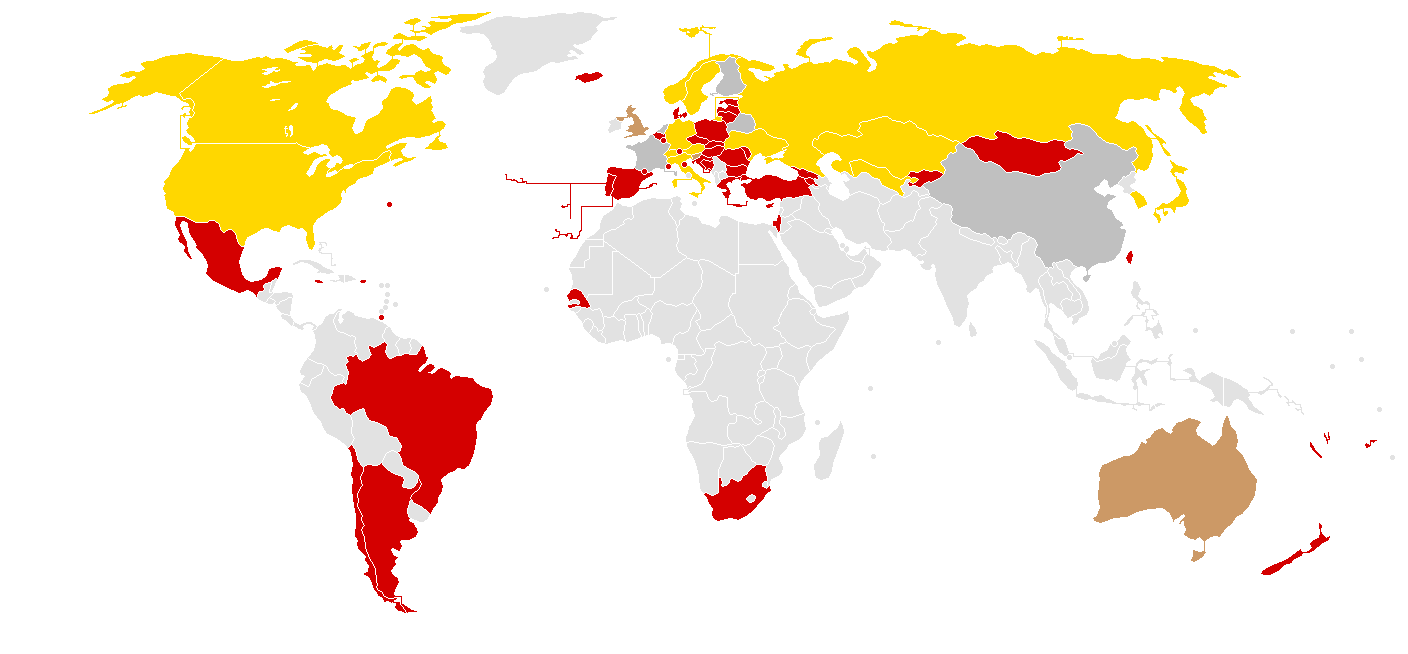
Państwa uczestniczące w Zimowych Igrzyskach Olimpijskich 1994
zdobywcy co najmniej jednego złotego medalu
zdobywcy co najmniej jednego srebrnego medalu
zdobywcy co najmniej jednego brązowego medalu
państwa bez medalu
państwa nieuczestniczące w igrzyskach

Klasyfikacja medalowa Zimowych Igrzysk Olimpijskich 1994 – zestawienie państw, reprezentowanych przez narodowe komitety olimpijskie, uszeregowanych pod względem liczby zdobytych medali na XVII Zimowych Igrzyskach Olimpijskich w 1994 roku w Lillehammer.
Po raz pierwszy w historii zimowe igrzyska olimpijskie przeprowadzono w dwuletnim odstępie od poprzednich igrzysk. Dzięki temu igrzyska zimowe i letnie zaczęto rozgrywać naprzemiennie co dwa lata. W kalendarzu igrzysk olimpijskich w Lillehammer znalazło się 61 konkurencji w dwunastu dyscyplinach sportowych. Zadebiutowały cztery nowe konkurencje – w short tracku dołączono biegi na 500 m mężczyzn i na 1000 m kobiet, a w narciarstwie dowolnym – skoki akrobatyczne kobiet i mężczyzn.
W zawodach olimpijskich wystartowało 1738 sportowców (1215 mężczyzn i 522 kobiety) z 67 państw. Dla piętnastu państw – Armenii, Białorusi, Bośni i Hercegowiny, Czech, Gruzji, Izraela, Kazachstanu, Kirgistanu, Mołdawii, Rosji, Samoa Amerykańskiego, Słowacji, Trynidadu i Tobago, Ukrainy i Uzbekistanu – występ w Lillehammer był debiutem w zimowych igrzyskach olimpijskich. Dla wszystkich wymienionych państw poza Rosją, Izraelem, Trynidadem i Tobago, Bośnią i Hercegowiną i Samoa Amerykańskim występ ten był pierwszym startem olimpijskim, biorąc pod uwagę letnie i zimowe igrzyska, jako niepodległego kraju. Zawodnicy ci startowali wcześniej w reprezentacjach Związku Socjalistycznych Republik Radzieckich, Socjalistycznej Federacyjnej Republiki Jugosławii i Czechosłowacji.
Medale olimpijskie zdobyli reprezentanci 22 państw, spośród których 14 państw miało na koncie przynajmniej jeden złoty medal. Dla 45 reprezentacji oznaczało to brak medalu na tych igrzyskach. Najwięcej medali – 26 – zdobyli reprezentanci Norwegii, natomiast najwięcej złotych medali – jedenaście – uzyskali sportowcy z Rosji.
Na igrzyskach w Lillehammer pierwsze w historii medale zimowych igrzysk olimpijskich dla swoich państw zdobyli reprezentanci Rosji, Kazachstanu, Ukrainy, Uzbekistanu, Białorusi, Australii i Słowenii. Pierwszymi medalistkami zimowych igrzysk dla Rosji zostały biegaczki narciarskie Lubow Jegorowa i Nina Gawriluk, dla Kazachstanu – biegacz Władimir Smirnow, dla Ukrainy – biathlonistka Wałentyna Cerbe-Nesina, dla Uzbekistanu – narciarka dowolna Lina Cheryazova, a dla Białorusi – panczenista Ihar Żalazouski. Spośród tych reprezentacji, które dwa lata wcześniej wystąpiły pod flagą olimpijską jako zespół Wspólnoty Niepodległych Państw, a na poprzednich igrzyskach startowały w barwach ZSRR, pierwsze złote medale wywalczyli: dla Rosji – panczenista Aleksandr Gołubiew, dla Ukrainy – łyżwiarka figurowa Oksana Bajuł, dla Kazachstanu – Smirnow, a dla Uzbekistanu – Cheryazova. Pierwszy medal zimowych igrzysk olimpijskich dla Australii i jednocześnie drugi, po brązowym medalu Nowej Zelandii na poprzednich igrzyskach, dla kraju z półkuli południowej, zdobyli łyżwiarze szybcy specjalizujący się w short tracku. Zajęli oni trzecie miejsce w męskiej sztafecie na 5000 metrów. Pierwszy po rozpadzie Jugosławii medal dla Słowenii zdobyła z kolei Alenka Dovžan w kombinacji alpejskiej.
Najlepsze wyniki medalowe w historii swoich startów w zimowych igrzyskach olimpijskich osiągnęły także Norwegia, Włochy, Stany Zjednoczone, Korea Południowa i Kanada. Norwegowie, którzy organizowali już Zimowe Igrzyska Olimpijskie 1952, zdobyli w Lillehammer najwięcej złotych i najwięcej wszystkich medali w swojej historii. Był to jednocześnie ich najlepszy start olimpijski od Letnich Igrzysk Olimpijskich 1920. Włosi również osiągnęli największą liczbę złotych i sumę wszystkich medali na zimowych igrzyskach, a także największą liczbę medali od letnich igrzysk w Los Angeles. Amerykanie zdobyli największą liczbę wszystkich medali, a także po raz trzeci w historii swoich zimowych startów, po igrzyskach w 1932 i 1980, wywalczyli sześć złotych medali. Po raz drugi z rzędu, po zimowych igrzyskach w Albertville, reprezentanci Korei Południowej stawali na podium olimpijskim. W Lillehammer osiągnęli jednak dorobek o dwa złote medale większy niż dwa lata wcześniej. Drugi raz z rzędu zimowe igrzyska z medalami zakończyli również reprezentanci Chińskiej Republiki Ludowej. Tak jak w 1992 roku zdobyli trzy medale, jednak wówczas były to trzy srebra, a tym razem jeden srebrny i dwa brązowe.
Pierwszy medal zimowych igrzysk od igrzysk w Sarajewie wywalczyli reprezentanci Wielkiej Brytanii. Z kolei dla Szwedów igrzyska w Lillehammer były pierwszymi od Calgary, zarówno licząc letnie, jak i zimowe starty, podczas których zdobyli oni dwa złote medale.
Po raz drugi w historii startów w letnich i zimowych igrzyskach olimpijskich reprezentanci Finlandii zakończyli igrzyska bez złotego medalu. Wcześniej zdarzyło się to na igrzyskach w Sapporo. Z kolei dla Francuzów i Holendrów był to pierwszy start olimpijski zakończony bez złota od Zimowych Igrzysk Olimpijskich 1984. Również od igrzysk w Sarajewie najsłabszy wynik medalowy na zimowych igrzyskach, licząc złote medale i wszystkie łącznie, osiągnęli reprezentanci Austrii. Spośród państw, które zdobyły przynajmniej jeden medal w Albertville, igrzyska w Lillehammer z zerowym dorobkiem medalowym zakończyły Hiszpania, Korea Północna, Luksemburg i Nowa Zelandia.
Łącznie 49 sportowców zdobyło w Lillehammer przynajmniej po dwa medale. Spośród nich 33 zawodników i zawodniczek wywalczyło co najmniej jeden złoty medal. Najbardziej utytułowanymi sportowcami igrzysk zostali Lubow Jegorowa – trzykrotna mistrzyni i jednokrotna wicemistrzyni olimpijska w biegach narciarskich oraz Johann Olav Koss – trzykrotny mistrz olimpijski w łyżwiarstwie szybkim. Najwięcej razy na podium olimpijskim – pięciokrotnie – stanęła natomiast Manuela Di Centa, w której dorobku znalazło się pięć medali – dwa złote, dwa srebrne i jeden brązowy. Cztery medale – dwa złote i dwa srebrne – zdobył również Bjørn Dæhlie.

## Klasyfikacja państw
Poniższa tabela przedstawia klasyfikację medalową państw, które zdobyły medale na Zimowych Igrzyskach Olimpijskich 1994 w Lillehammer, sporządzoną na podstawie oficjalnych raportów Międzynarodowego Komitetu Olimpijskiego. Klasyfikacja posortowana jest najpierw według liczby osiągniętych medali złotych, następnie srebrnych, a na końcu brązowych. W przypadku, gdy dwa kraje zdobyły tę samą liczbę medali wszystkich kolorów, o kolejności zdecydował porządek alfabetyczny.
| Miejsce | Państwo          | Złoto | Srebro | Brąz | Razem |
| ------- | ---------------- | ----- | ------ | ---- | ----- |
| 1.      | Rosja            | 11    | 8      | 4    | 23    |
| 2.      | Norwegia         | 10    | 11     | 5    | 26    |
| 3.      | Niemcy           | 9     | 7      | 8    | 24    |
| 4.      | Włochy           | 7     | 5      | 8    | 20    |
| 5.      | USA              | 6     | 5      | 2    | 13    |
| 6.      | Korea Południowa | 4     | 1      | 1    | 6     |
| 7.      | Kanada           | 3     | 6      | 4    | 13    |
| 8.      | Szwajcaria       | 3     | 4      | 2    | 9     |
| 9.      | Austria          | 2     | 3      | 4    | 9     |
| 10.     | Szwecja          | 2     | 1      | –    | 3     |
| 11.     | Japonia          | 1     | 2      | 2    | 5     |
| 12.     | Kazachstan       | 1     | 2      | –    | 3     |
| 13.     | Ukraina          | 1     | –      | 1    | 2     |
| 14.     | Uzbekistan       | 1     | –      | –    | 1     |
| 15.     | Białoruś         | –     | 2      | –    | 2     |
| 16.     | Finlandia        | –     | 1      | 5    | 6     |
| 17.     | Francja          | –     | 1      | 4    | 5     |
| 18.     | Holandia         | –     | 1      | 3    | 4     |
| 19.     | ChRL             | –     | 1      | 2    | 3     |
| 20.     | Słowenia         | –     | –      | 3    | 3     |
| 21.     | Wielka Brytania  | –     | –      | 2    | 2     |
| 22.     | Australia        | –     | –      | 1    | 1     |
| Razem   | Razem            | 61    | 61     | 61   | 183   |

## Klasyfikacje według dyscyplin

### Biathlon
Podczas igrzysk w Lillehammer rozegrano sześć konkurencji biathlonowych – cztery biegi indywidualne i dwa sztafetowe. Liczba konkurencji nie zmieniła się od igrzysk w Albertville. Zmieniono natomiast liczbę zawodniczek w biegu sztafetowym kobiet – zamiast zastosowanej w Albertville formuły 3 × 7,5 km przeprowadzono bieg 4 × 7,5 km.
Jedynym biathlonistą, który zdobył trzy medale – po jednym z każdego kruszcu, był Siergiej Tarasow. Jedyną dwukrotną mistrzynią olimpijską została Kanadyjka Myriam Bédard. Ponadto jeszcze czterech zawodników i dwie zawodniczki dwukrotnie stanęli na podium olimpijskim. Po jednym złotym i jednym srebrnym medalu zdobyli Siergiej Czepikow, Frank Luck i Ricco Groß, złoty i brązowy wywalczył Sven Fischer, natomiast z dorobkiem jednego srebrnego i jednego brązowego medalu występ zakończyły Uschi Disl i Anne Briand.
Brązowa medalistka biegu na 7,5 km kobiet – Wałentyna Cerbe-Nesina – została pierwszą w historii medalistką zimowych igrzysk olimpijskich dla reprezentacji Ukrainy.
| Miejsce | Państwo  | Złoto | Srebro | Brąz | Razem |
| ------- | -------- | ----- | ------ | ---- | ----- |
| 1.      | Rosja    | 3     | 1      | 1    | 5     |
| 2.      | Kanada   | 2     | –      | –    | 2     |
| 3.      | Niemcy   | 1     | 3      | 2    | 6     |
| 4.      | Francja  | –     | 1      | 2    | 3     |
| 5.      | Białoruś | –     | 1      | –    | 1     |
| 6.      | Ukraina  | –     | –      | 1    | 1     |
| Razem   | Razem    | 6     | 6      | 6    | 18    |

### Biegi narciarskie
Na igrzyskach w Lillehammer rozegrano dziesięć konkurencji biegowych, tak samo jak w Albertville. Zmianie uległy jedynie techniki biegu – biegi na 30 km mężczyzn i 15 km kobiet, które w Albertville były rozgrywane stylem klasycznym, w Lillehammer przeprowadzono stylem dowolnym, natomiast odwrotna sytuacja miała miejsce w przypadku biegów na 50 km mężczyzn i na 30 km kobiet.
Najwięcej medali – pięć – zdobyła Włoszka Manuela Di Centa. W jej dorobku znalazły się dwa złote, dwa srebrne i jeden brązowy medal. Najbardziej utytułowaną biegaczką, z czterema medalami, w tym trzema złotymi, została natomiast Lubow Jegorowa. Cztery medale – dwa złote i dwa srebrne – zdobył również Bjørn Dæhlie. Trzykrotnie na podium olimpijskim stanęli Władimir Smirnow (jeden złoty i dwa srebrne medale) oraz Mika Myllylä (jeden srebrny i dwa brązowe medale). Multimedalistami igrzysk w Lillehammer zostało ponadto czterech biegaczy – Thomas Alsgaard (złoto i srebro), Marco Albarello i Silvio Fauner (obaj złoto i brąz) oraz Sture Sivertsen (srebro i brąz) – i trzy biegaczki – Nina Gawriluk (złoto i brąz) oraz Stefania Belmondo i Marja-Liisa Kirvesniemi (obie dwa razy brąz).
Medale zdobyte w Lillehammer przez Smirnowa były pierwszymi w historii medalami olimpijskimi dla niepodległego Kazachstanu. Druga i trzecia zawodniczka biegu na 15 km kobiet – Lubow Jegorowa i Nina Gawriluk – zostały natomiast pierwszymi w historii medalistkami zimowych igrzysk olimpijskich dla reprezentacji Rosji.
| Miejsce | Państwo    | Złoto | Srebro | Brąz | Razem |
| ------- | ---------- | ----- | ------ | ---- | ----- |
| 1.      | Norwegia   | 3     | 4      | 1    | 8     |
| 2.      | Włochy     | 3     | 2      | 4    | 9     |
| 3.      | Rosja      | 3     | 1      | 1    | 5     |
| 4.      | Kazachstan | 1     | 2      | –    | 3     |
| 5.      | Finlandia  | –     | 1      | 4    | 5     |
| Razem   | Razem      | 10    | 10     | 10   | 30    |

### Bobsleje
Niezmiennie od poprzednich igrzysk rywalizacja bobsleistów składała się z dwóch konkurencji – dwójek i czwórek mężczyzn.
Po raz pierwszy w historii zdarzyło się, że tytuł mistrzów olimpijskich w dwójkach zdobyli ci sami zawodnicy, co na poprzednich igrzyskach. Mistrzami olimpijskimi, tak jak w Albertville, zostali Gustav Weder i Donat Acklin. Oni też zostali jedynymi bobsleistami igrzysk w Lillehammer, którzy zdobyli dwa medale – poza złotem w dwójkach uzyskali jeszcze srebro w czwórkach.
| Miejsce | Państwo    | Złoto | Srebro | Brąz | Razem |
| ------- | ---------- | ----- | ------ | ---- | ----- |
| 1.      | Szwajcaria | 1     | 2      | –    | 3     |
| 2.      | Niemcy     | 1     | –      | 1    | 2     |
| 3.      | Włochy     | –     | –      | 1    | 1     |
| Razem   | Razem      | 2     | 2      | 2    | 6     |

### Hokej na lodzie
Rywalizacja hokeistów na igrzyskach w Lillehammer składała się niezmiennie tylko z turnieju mężczyzn. Złoto olimpijskie zdobyli Szwedzi, srebrne medale przyznano Kanadyjczykom, a brązowe Finom. Szwecja po raz pierwszy w historii zdobyła tytuł mistrzów olimpijskich w hokeju na lodzie.
| Miejsce | Państwo   | Złoto | Srebro | Brąz | Razem |
| ------- | --------- | ----- | ------ | ---- | ----- |
| 1.      | Szwecja   | 1     | –      | –    | 1     |
| 2.      | Kanada    | –     | 1      | –    | 1     |
| 3.      | Finlandia | –     | –      | 1    | 1     |
| Razem   | Razem     | 1     | 1      | 1    | 3     |

### Kombinacja norweska
Na igrzyskach w 1994 roku, tak jak dwa lata wcześniej w Albertville, rywalizacja olimpijska dwuboistów klasycznych składała się z dwóch konkurencji – zawodów indywidualnych i drużynowych.
Dwóch kombinatorów norweskich zdobyło po jednym złotym i jednym srebrnym medalu. Osiągnęli to Norweg Fred Børre Lundberg i Japończyk Takanori Kōno. Dwukrotnie na podium olimpijskim stanął także Bjarte Engen Vik, w którego dorobku znalazł się jeden srebrny i jeden brązowy medal.
| Miejsce | Państwo    | Złoto | Srebro | Brąz | Razem |
| ------- | ---------- | ----- | ------ | ---- | ----- |
| 1.      | Norwegia   | 1     | 1      | 1    | 3     |
| 2.      | Japonia    | 1     | 1      | –    | 2     |
| 3.      | Szwajcaria | –     | –      | 1    | 1     |
| Razem   | Razem      | 2     | 2      | 2    | 6     |

### Łyżwiarstwo figurowe
Kalendarz olimpijski nie zmienił się, jeśli chodzi o konkurencje łyżwiarstwa figurowego. Tak jak w Albertville, w Lillehammer łyżwiarze rywalizowali w czterech konkurencjach – konkursie solistów, solistek, par tanecznych i par sportowych. Medale zdobyli łyżwiarze z siedmiu państw, spośród których największy dorobek medalowy – trzy złote i dwa srebrne medale – mieli na koncie Rosjanie. Żaden z łyżwiarzy figurowych nie zdobył więcej niż jednego medalu na tych igrzyskach. Mistrzyni olimpijska w konkursie solistek – Oksana Bajuł – została pierwszą w historii złotą medalistą olimpijską startującą w barwach Ukrainy.
Rywalizacja o medale olimpijskie odbyła się w cieniu skandalu, który miał miejsce przed rozpoczęciem amerykańskich kwalifikacji olimpijskich. Brązowa medalistka igrzysk w Albertville, Nancy Kerrigan, została zaatakowana podczas treningu. Uraz miał na celu wyeliminować zawodniczkę z rywalizacji, jednak pomimo nieuzyskania kwalifikacji, komitet olimpijski Stanów Zjednoczonych dopuścił ją do startu. Zleceniodawczynią ataku była Tonya Harding, która po igrzyskach została skazana za ten czyn na karę pozbawienia wolności w zawieszeniu oraz dożywotnio zdyskwalifikowana przez Amerykańską Federację Łyżwiarską.
| Miejsce | Państwo         | Złoto | Srebro | Brąz | Razem |
| ------- | --------------- | ----- | ------ | ---- | ----- |
| 1.      | Rosja           | 3     | 2      | –    | 5     |
| 2.      | Ukraina         | 1     | –      | –    | 1     |
| 3.      | Kanada          | –     | 1      | 1    | 2     |
| 4.      | USA             | –     | 1      | –    | 1     |
| 5.      | ChRL            | –     | –      | 1    | 1     |
| 5.      | Francja         | –     | –      | 1    | 1     |
| 5.      | Wielka Brytania | –     | –      | 1    | 1     |
| Razem   | Razem           | 4     | 4      | 4    | 12    |

### Łyżwiarstwo szybkie
Tak jak podczas igrzysk w Albertville, w Lillehammer łyżwiarze szybcy rywalizowali w dziesięciu konkurencjach – po pięciu wśród kobiet i mężczyzn. Konkurencje łyżwiarskie w Lillehammer nie zmieniły się, natomiast zaostrzono wymogi kwalifikacyjne. Były to bowiem pierwsze igrzyska, na które zakwalifikowani zostali jedynie ci zawodnicy, którzy osiągnęli ustalone przez Międzynarodową Unię Łyżwiarską minima olimpijskie.
Najbardziej utytułowanym panczenistą na igrzyskach w Lillehammer został Johann Olav Koss, który został trzykrotnym mistrzem olimpijskim. Na trzech najdłuższych dystansach (biegach na 1500, 5000 i 10 000 metrów) poprawił ponadto rekordy świata. Koss powtórzył osiągnięcie Hjalmara Andersena z igrzysk w Oslo – obaj wygrali trzy złote medale na najdłuższych dystansach olimpijskich w łyżwiarstwie szybkim, startując przed własną publicznością. Dwa złote medale olimpijskie w Lillehammer zdobyła Amerykanka Bonnie Blair. Wraz z trzema złotymi medalami, które wywalczyła na igrzyskach w Calgary i Albertville, została najbardziej utytułowaną Amerykanką na zimowych igrzyskach i jednocześnie pierwszą amerykańską pięciokrotną mistrzynią olimpijską, zarówno na letnich, jak i na zimowych igrzyskach.
Ponadto po dwa medale olimpijskie zdobyło jeszcze trzech zawodników i trzy zawodniczki. Byli to: Emese Hunyady (złoty i srebrny), Claudia Pechstein (złoty i brązowy), Kjell Storelid (dwa srebrne) oraz Siergiej Klewczenia, Rintje Ritsma i Gunda Niemann-Stirnemann (wszyscy po srebrnym i brązowym).
Zwycięzca biegu na 500 metrów mężczyzn – Aleksandr Gołubiew – został pierwszym w historii mistrzem zimowych igrzysk olimpijskich dla reprezentacji Rosji. Z kolei w biegu na 1000 metrów pierwszy medal olimpijski dla Białorusi zdobył Ihar Żalazouski.
| Miejsce | Państwo  | Złoto | Srebro | Brąz | Razem |
| ------- | -------- | ----- | ------ | ---- | ----- |
| 1.      | Norwegia | 3     | 2      | –    | 5     |
| 2.      | USA      | 3     | –      | –    | 3     |
| 3.      | Rosja    | 2     | 2      | 1    | 5     |
| 4.      | Niemcy   | 1     | 2      | 3    | 6     |
| 5.      | Austria  | 1     | 1      | –    | 2     |
| 6.      | Holandia | –     | 1      | 3    | 4     |
| 7.      | Białoruś | –     | 1      | –    | 1     |
| 7.      | Kanada   | –     | 1      | –    | 1     |
| 9.      | Japonia  | –     | –      | 2    | 2     |
| 10.     | ChRL     | –     | –      | 1    | 1     |
| Razem   | Razem    | 10    | 10     | 10   | 30    |

### Narciarstwo alpejskie
Na igrzyskach w Lillehammer przeprowadzono dziesięć konkurencji alpejskich – pięciu wśród kobiet i pięciu wśród mężczyzn. Konkurencje nie uległy zmianie w porównaniu do igrzysk w Albertville.
Najbardziej utytułowanym alpejczykiem na igrzyskach został Markus Wasmeier, który został mistrzem olimpijskim w supergigancie i slalomie gigancie mężczyzn. Trzy medale olimpijskie zdobyło dwoje zawodników – Vreni Schneider (złoty, srebrny i brązowy) i Kjetil André Aamodt (dwa srebrne i brązowy). Dwukrotnie na podium stanęli jeszcze Tommy Moe (złoty i srebrny medal) oraz Isolde Kostner (dwa brązowe medale).
Trzy brązowe medale zdobyli reprezentanci Słowenii. Były to pierwsze w historii medale zimowych igrzysk olimpijskich dla tego kraju. Pierwszą słoweńską medalistką została Alenka Dovžan, która zajęła trzecie miejsce w kombinacji. Pierwszy w historii medal olimpijski w narciarstwie alpejskim dla Rosji zdobyła wicemistrzyni w supergigancie – Swietłana Gładyszewa.
| Miejsce | Państwo    | Złoto | Srebro | Brąz | Razem |
| ------- | ---------- | ----- | ------ | ---- | ----- |
| 1.      | Niemcy     | 3     | 1      | –    | 4     |
| 2.      | USA        | 2     | 2      | –    | 4     |
| 3.      | Norwegia   | 1     | 2      | 2    | 5     |
| 4.      | Szwajcaria | 1     | 2      | 1    | 4     |
| 5.      | Włochy     | 1     | 1      | 2    | 4     |
| 6.      | Austria    | 1     | 1      | 1    | 3     |
| 7.      | Szwecja    | 1     | –      | –    | 1     |
| 8.      | Rosja      | –     | 1      | –    | 1     |
| 9.      | Słowenia   | –     | –      | 3    | 3     |
| 10.     | Kanada     | –     | –      | 1    | 1     |
| Razem   | Razem      | 10    | 10     | 10   | 30    |

### Narciarstwo dowolne
Rywalizacja olimpijska narciarzy dowolnych w Lillehammer składała się z czterech konkurencji. Do wcześniej rozgrywanych zawodów jazdy po muldach dołączono skoki akrobatyczne. Obie konkurencje przeprowadzono wśród kobiet i wśród mężczyzn
Medale zdobyli reprezentanci ośmiu państw, z których najwięcej medali – trzy – przyznano Kanadyjczykom. Żaden z zawodników nie wywalczył więcej niż jednego medalu. Mistrzyni olimpijska w skokach akrobatycznych kobiet – Lina Cheryazova – zdobyła pierwszy w historii medal olimpijski dla Uzbekistanu.
| Miejsce | Państwo    | Złoto | Srebro | Brąz | Razem |
| ------- | ---------- | ----- | ------ | ---- | ----- |
| 1.      | Kanada     | 1     | 1      | 1    | 3     |
| 2.      | Norwegia   | 1     | –      | 1    | 2     |
| 3.      | Szwajcaria | 1     | –      | –    | 1     |
| 3.      | Uzbekistan | 1     | –      | –    | 1     |
| 5.      | Rosja      | –     | 1      | 1    | 2     |
| 6.      | Szwecja    | –     | 1      | –    | 1     |
| 6.      | USA        | –     | 1      | –    | 1     |
| 8.      | Francja    | –     | –      | 1    | 1     |
| Razem   | Razem      | 4     | 4      | 4    | 12    |

### Saneczkarstwo
W programie igrzysk w Lillehammer, niezmiennie od Albertville, znalazły się trzy konkurencje saneczkarskie – jedynki mężczyzn, jedynki kobiet i dwójki mężczyzn. Żaden z saneczkarzy nie zdobył więcej niż jednego medalu olimpijskiego. Na podium olimpijskim stanęli reprezentanci trzech państw – Włoch, Niemiec i Austrii.
Po raz pierwszy w historii konkurencji mężczyzn obrońca tytułu mistrza olimpijskiego z poprzednich igrzysk zdobył drugie złoto olimpijskie. Dokonał tego Georg Hackl, który został mistrzem olimpijskim w jedynkach na igrzyskach w Albertville i Lillehammer.
| Miejsce | Państwo | Złoto | Srebro | Brąz | Razem |
| ------- | ------- | ----- | ------ | ---- | ----- |
| 1.      | Włochy  | 2     | 1      | 1    | 4     |
| 2.      | Niemcy  | 1     | 1      | 1    | 3     |
| 3.      | Austria | –     | 1      | 1    | 2     |
| Razem   | Razem   | 3     | 3      | 3    | 9     |

### Short track
Do kalendarza igrzysk olimpijskich zostały włączone dwie nowe konkurencje w short tracku – bieg na 500 metrów mężczyzn i bieg na 1000 metrów kobiet. Łącznie rozegrano zatem sześć konkurencji – trzy wśród kobiet i trzy wśród mężczyzn.
Jedyną dwukrotną złotą medalistką igrzysk w Lillehammer została Chun Lee-kyung. Ponadto jeszcze sześcioro zawodników zdobyło po dwa medale olimpijskie – Chae Ji-hoon i Mirko Vuillermin (obaj po jednym złotym i jednym srebrnym), Kim So-hee i Cathy Turner (obie po jednym złotym i jednym brązowym), Nathalie Lambert (dwa srebrne), a także Amy Peterson (dwa brązowe).
Brązowy medal w sztafecie mężczyzn na 5000 metrów zdobyli reprezentanci Australii – Steven Bradbury, Kieran Hansen, Andrew Murtha i Richard Nizielski. Był to pierwszy w historii medal zimowych igrzysk olimpijskich wywalczony dla Australii.
| Miejsce | Państwo          | Złoto | Srebro | Brąz | Razem |
| ------- | ---------------- | ----- | ------ | ---- | ----- |
| 1.      | Korea Południowa | 4     | 1      | 1    | 6     |
| 2.      | USA              | 1     | 1      | 2    | 4     |
| 3.      | Włochy           | 1     | 1      | –    | 2     |
| 4.      | Kanada           | –     | 2      | 1    | 3     |
| 5.      | ChRL             | –     | 1      | –    | 1     |
| 6.      | Australia        | –     | –      | 1    | 1     |
| 6.      | Wielka Brytania  | –     | –      | 1    | 1     |
| Razem   | Razem            | 6     | 6      | 6    | 18    |

### Skoki narciarskie
Na igrzyskach w Lillehammer rozegrano trzy konkursy skoków narciarskich – dwa indywidualne i jeden drużynowy. Konkurencje nie uległy zmianie w porównaniu do igrzysk w Albertville. Zmieniły się natomiast zasady punktacji zawodów drużynowych. Od tych igrzysk do noty łącznej zespołu wliczane były noty wszystkich czterech zawodników, a nie jak dotychczas – trzech najlepszych.
Po dwa medale olimpijskie zdobyło czterech skoczków. Najbardziej utytułowanym zawodnikiem, z dwoma złotymi medalami, został Jens Weißflog. Ponadto multimedalistami igrzysk byli Espen Bredesen (złoty i srebrny), Dieter Thoma (złoty i brązowy) oraz Andreas Goldberger (dwa brązowe).
Po zdobyciu dwóch złotych medali w Lillehammer Weißflog został drugim w historii, po Mattim Nykänenie, skoczkiem narciarskim, w którego dorobku znalazły się więcej niż trzy medale igrzysk olimpijskich. Jednocześnie Niemiec był jedynym sportowcem, który został mistrzem olimpijskim na igrzyskach w Sarajewie i dziesięć lat później w Lillehammer.
| Miejsce | Państwo  | Złoto | Srebro | Brąz | Razem |
| ------- | -------- | ----- | ------ | ---- | ----- |
| 1.      | Niemcy   | 2     | –      | 1    | 3     |
| 2.      | Norwegia | 1     | 2      | –    | 3     |
| 3.      | Japonia  | –     | 1      | –    | 1     |
| 4.      | Austria  | –     | –      | 2    | 2     |
| Razem   | Razem    | 3     | 3      | 3    | 9     |

## Multimedaliści
Łącznie 49 sportowców zdobyło w Lillehammer więcej niż jeden medal, a 33 spośród nich wywalczyło przynajmniej jedno złoto. Najwięcej – siedmioro – multimedalistów startowało w barwach Niemiec. Najwięcej – ośmioro – multimedalistów stawało na podium olimpijskim w biegach narciarskich. Ponadto przynajmniej dwa medale, w tym co najmniej jedno złoto, zdobyło sześcioro biathlonistów, pięcioro short trackerów, czworo panczenistów, troje narciarzy alpejskich, trzech skoczków narciarskich, dwóch bobsleistów i dwóch kombinatorów norweskich.
Najwięcej medali – pięć – zdobyła reprezentantka Włoch w biegach narciarskich, Manuela Di Centa. Dwukrotnie została mistrzynią, dwukrotnie wicemistrzynią, a raz zdobyła brązowy medal. Najwięcej razy na najwyższym stopniu podium – po trzy razy – stanęli Lubow Jegorowa w biegach i Johann Olav Koss w łyżwiarstwie szybkim. Jegorowa zdobyła ponadto jeden srebrny medal. Cztery medale – dwa złote i dwa srebrne – uzyskał również Bjørn Dæhlie
Poniższa tabela przedstawia indywidualne zestawienie multimedalistów Zimowych Igrzysk Olimpijskich 1994, czyli zawodników i zawodniczek, którzy zdobyli więcej niż jeden medal olimpijski na tych igrzyskach, w tym przynajmniej jeden złoty.
| Miejsce | Zawodnik            | Państwo          | Dyscyplina            | Złoto | Srebro | Brąz | Razem |
| ------- | ------------------- | ---------------- | --------------------- | ----- | ------ | ---- | ----- |
| 1.      | Lubow Jegorowa      | Rosja            | biegi narciarskie     | 3     | 1      | –    | 4     |
| 2.      | Johann Olav Koss    | Norwegia         | łyżwiarstwo szybkie   | 3     | –      | –    | 3     |
| 3.      | Manuela Di Centa    | Włochy           | biegi narciarskie     | 2     | 2      | 1    | 5     |
| 4.      | Bjørn Dæhlie        | Norwegia         | biegi narciarskie     | 2     | 2      | –    | 4     |
| 5.      | Myriam Bédard       | Kanada           | biathlon              | 2     | –      | –    | 2     |
| 5.      | Bonnie Blair        | USA              | łyżwiarstwo szybkie   | 2     | –      | –    | 2     |
| 5.      | Chun Lee-kyung      | Korea Południowa | short track           | 2     | –      | –    | 2     |
| 5.      | Markus Wasmeier     | Niemcy           | narciarstwo alpejskie | 2     | –      | –    | 2     |
| 5.      | Jens Weißflog       | Niemcy           | skoki narciarskie     | 2     | –      | –    | 2     |
| 10.     | Władimir Smirnow    | Kazachstan       | biegi narciarskie     | 1     | 2      | –    | 3     |
| 11.     | Vreni Schneider     | Szwajcaria       | narciarstwo alpejskie | 1     | 1      | 1    | 3     |
| 11.     | Siergiej Tarasow    | Rosja            | biathlon              | 1     | 1      | 1    | 3     |
| 13.     | Donat Acklin        | Szwajcaria       | bobsleje              | 1     | 1      | –    | 2     |
| 13.     | Thomas Alsgaard     | Norwegia         | biegi narciarskie     | 1     | 1      | –    | 2     |
| 13.     | Espen Bredesen      | Norwegia         | skoki narciarskie     | 1     | 1      | –    | 2     |
| 13.     | Chae Ji-hoon        | Korea Południowa | short track           | 1     | 1      | –    | 2     |
| 13.     | Siergiej Czepikow   | Rosja            | biathlon              | 1     | 1      | –    | 2     |
| 13.     | Ricco Groß          | Niemcy           | biathlon              | 1     | 1      | –    | 2     |
| 13.     | Emese Hunyady       | Austria          | łyżwiarstwo szybkie   | 1     | 1      | –    | 2     |
| 13.     | Takanori Kōno       | Japonia          | kombinacja norweska   | 1     | 1      | –    | 2     |
| 13.     | Frank Luck          | Niemcy           | biathlon              | 1     | 1      | –    | 2     |
| 13.     | Fred Børre Lundberg | Norwegia         | kombinacja norweska   | 1     | 1      | –    | 2     |
| 13.     | Tommy Moe           | USA              | narciarstwo alpejskie | 1     | 1      | –    | 2     |
| 13.     | Mirko Vuillermin    | Włochy           | short track           | 1     | 1      | –    | 2     |
| 13.     | Gustav Weder        | Szwajcaria       | bobsleje              | 1     | 1      | –    | 2     |
| 26.     | Marco Albarello     | Włochy           | biegi narciarskie     | 1     | –      | 1    | 2     |
| 26.     | Silvio Fauner       | Włochy           | biegi narciarskie     | 1     | –      | 1    | 2     |
| 26.     | Sven Fischer        | Niemcy           | biathlon              | 1     | –      | 1    | 2     |
| 26.     | Nina Gawriluk       | Rosja            | biegi narciarskie     | 1     | –      | 1    | 2     |
| 26.     | Kim So-hee          | Korea Południowa | short track           | 1     | –      | 1    | 2     |
| 26.     | Claudia Pechstein   | Niemcy           | łyżwiarstwo szybkie   | 1     | –      | 1    | 2     |
| 26.     | Dieter Thoma        | Niemcy           | skoki narciarskie     | 1     | –      | 1    | 2     |
| 26.     | Cathy Turner        | USA              | short track           | 1     | –      | 1    | 2     |